# Кодекс Copiale

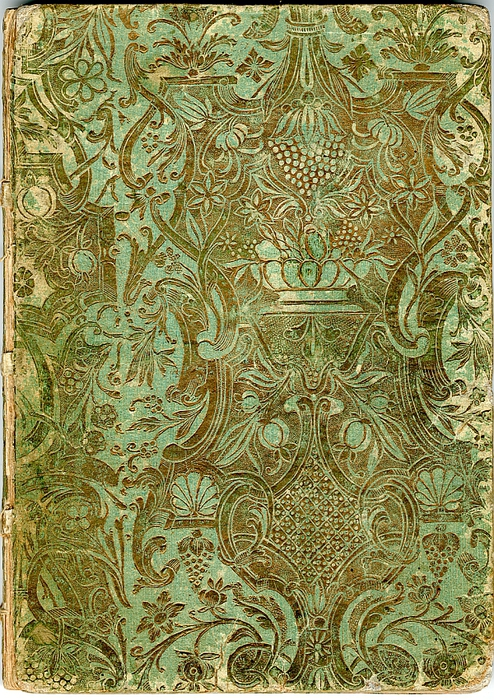
Обложка рукописи

Кодекс Copiale, также известный как Copiale cipher — немецкая зашифрованная рукопись второй половины XVIII века, содержащая информацию о тайном обществе масонского типа под названием «Oculisten».

## Описание
Кодекс Copiale представляет собой 105-страничную рукопись на бумаге высокого качества с водяными знаками, переплетена зелёным с золотым глазетом.
Манускрипт был записан непонятными символами, диакритическими знаками и буквами греческого и латинского алфавитов. Единственными читаемыми надписями были «Copiales 3» в конце и «Philipp 1866» на форзаце. По первой из надписей рукопись и получила своё название. «Филипп» — предположительно имя её владельца.

## История дешифрования

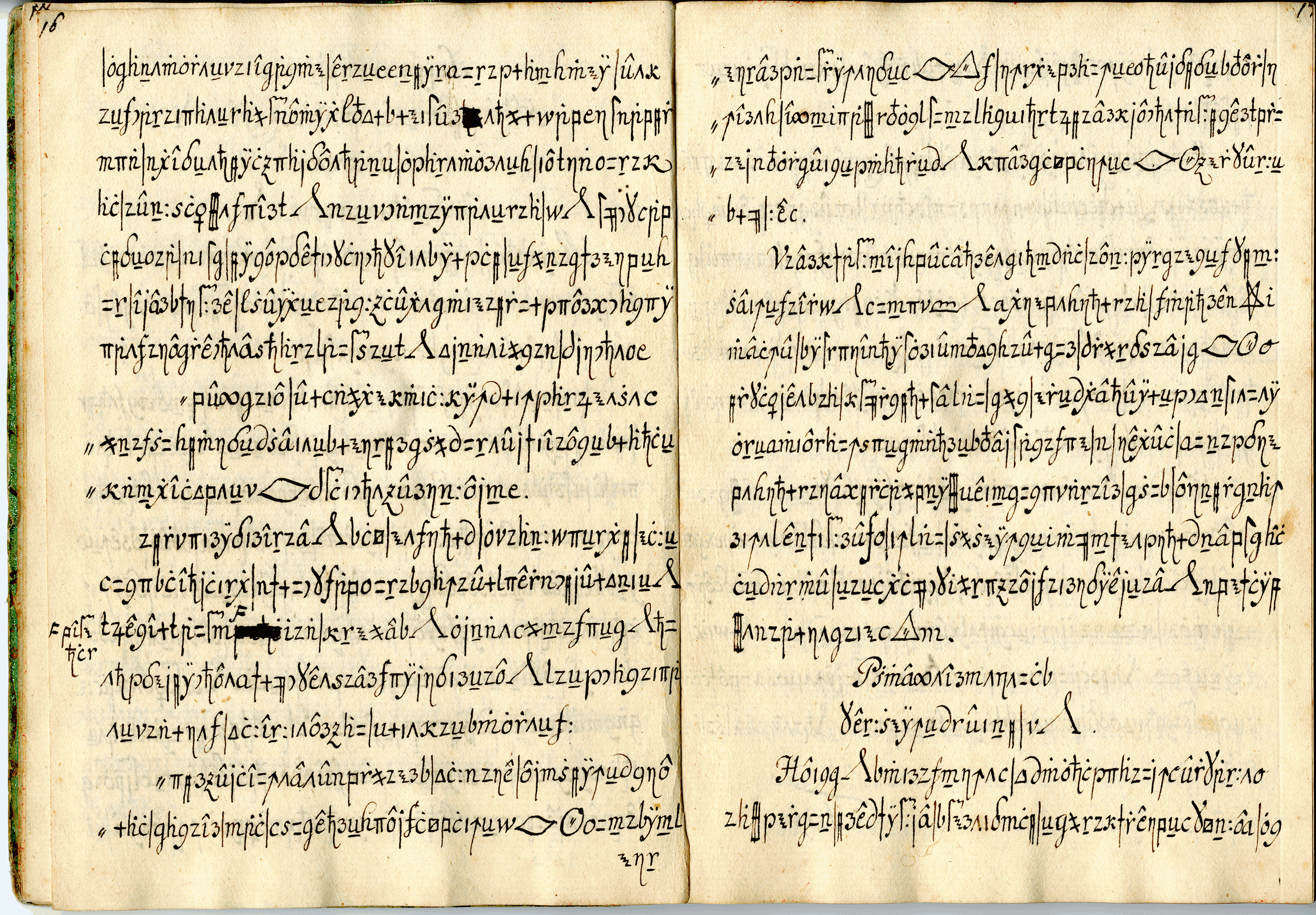
Страницы 16 и 17

Рукопись была обнаружена в архиве Академии наук ГДР в 1970-х годах. Датирована промежутком между 1760 и 1780 годами. Широкую известность получила в 2011 году, когда группа ученых (Кевин Найт из Института информационных наук Университета Южной Калифорнии (США), Беата Мейюэси и Кристиан Шефер из Университета Уппсалы (Швеция)) объявила о том, что при помощи компьютерных технологий ей наконец удалось разгадать шифр, которым записан манускрипт. Код оказался подстановочным шифром.
Одной из главных трудностей в ходе дешифрования было незнание того, записан ли манускрипт латинским языком или немецким. Сначала исследователи предположили, что таинственные знаки не означают ничего, а весь смысл заключён в латинице. Потерпев с таким подходом неудачу, они выдвинули предположение, что это так называемый гомофонный шифр, то есть код, не имеющий прямого соответствия с исходной информацией. В итоге методом проб и ошибок ученые пришли к выводу, что язык рукописи — немецкий, а латинские буквы представляют собой пустые значения, которые должны были ввести в заблуждение аналитика. Вскоре стало ясно, что латиница выполняет роль пробелов, а двоеточия указывают на удвоение предыдущей согласной буквы. После этого был произведён обыкновенный частотный анализ на поиск соответствий с немецким языком. Таким методом к 25 октября 2011 года удалось прочитать первые 16 страниц рукописи.
Однако даже в дешифрованном тексте остаются закодированные символы, отсылающие к членам общества, о котором говорится в рукописи.
Эксперты высоко оценили работу исследователей, правда, по мнению Найта, код оказался относительно простым.

## Содержание рукописи
На первых 16 страницах описывается обряд посвящения в члены тайного общества — «Oculisten» из Вольфенбюттеля. Похожая рукопись хранится в Государственном архиве Вольфенбюттеля.
В документе также есть сведения о политических идеях того времени — например, там говорится о неотъемлемых правах человека. По словам Андреаса Эннерфорса, историка из Лундского университета (Швеция) и эксперта по тайным обществам, которому Найт отправил дешифрованную часть рукописи, интересно, что такие рассуждения обнаружены в столь раннем документе.